# 梅·蕙絲
梅·蕙絲（英語：Mae West，1893年8月17日—1980年11月22日），演員、劇作家、螢幕編劇、也是美國眾所週知的性感偶像。
梅·蕙絲最為人所熟知的是其黃色的雙關語，在到好萊塢為電影產業寫劇本、做諧星、演員之前，她就在紐約的劇場舞台上以綜藝表演(Vaudeville)而小有名氣。她是演藝生涯中遭遇最多爭議的女星，蕙絲面對許多問題，包含審查制度。
在她結束銀幕生涯後，仍繼續在舞台上演出，在拉斯維加斯、英國、廣播或者電視，並錄製了她的搖滾專輯。

## 生平
蕙絲原來在紐約布魯克林區布什威克出生時名字為瑪麗·珍·蕙絲 (Mary Jane West) ，是約翰·派翠克·蕙絲 (John Patrick West) 與瑪蒂妲·蒂莉·黛客 (Matilda "Tillie" Doelger/Delker) 兩人的女兒。

### 傳記
- West, Mae. . The Macaulay Company. 1930. (the novel on which The Constant Sinner was based)
- West, Mae. . Caxton House. 1932. (novelization of play)
- West, Mae. . Prentice-Hall. 1959, revised 1970.
- West, Mae. . W. H. Allen. 1975. ISBN 0491016131.
- West, Mae. . Dell Pub. Co. 1975.
- West, Mae; Joseph Weintraub. . G. P. Putnam. 1967.

## 外部連結
- 梅·蕙絲在互联网电影资料库（IMDb）上的資料（英文）
- TCM电影资料库上梅·蕙絲的资料（英文）
- 互聯網百老匯資料庫（IBDB）上梅·蕙絲的資料（英文）
- 在Find a Grave上的梅·蕙絲